# Акахори, Сатору
Сатору Акахори (яп. あかほり さとる Акахори Сатору, род. 8 марта 1965) — японский сценарист, новеллист и автор манги. Его наиболее известные работы: Saber Marionette, Sakura Wars и Sorcerer Hunters.
Его работы раскрепощённые и увлекательные, созданные им персонажи странные и саркастичные. Ему удачно удаётся и научная фантастика, и фэнтези.

## Список работ
- NG Knight Lamune & 40, 1990—1997
- Video Girl Ai (сценарий аниме), 1992.
- Sorcerer Hunters (манга-версия с Рэй Омиси), 1993—1998.
- Maze Bakunetsu Jikuu (манга-версия с Рэй Омиси), 1993—1999.
- Combustible Campus Guardress (с Кадзуси Хагиварой), 1994.
- «Последняя фантазия: Легенда кристаллов» (сценарий аниме), 1994.
- Master Mosquiton (манга-версия с Хироси Нэгиси), 1996.
- Saber Marionette J (манга-версия с Юмисукэ Котоёси, лайт-новел-версия с Цукасой Котобуки), 1996.
- Sakura Wars (манга-версия с Хирои Одзи), 1997—2003.
- Cyber Team in Akihabara (с Цукасой Котобуки), 1998.
- Mouse (с Хироси Итабой), 1999—2005.
- Mon Colle Knights, 2000—2001.
- «Абэнобаси: волшебный торговый квартал» (манга-версия с Рюсэем Дэгути), 2001—2002.
- Kami to Sengoku Seitokai (манга с Рёсукэ Такадой), 2004.
- Raimuiro Senkitan (лайт-новел-версия с Ёситэн Маюми Ватанабэ), 2004.
- Akahori Gedou Hour Rabuge (сценарий аниме), 2005.
- Kashimashi: Girl Meets Girl (с Юкимару Кацурой), 2006
- Love Allergen (с Юкимару Кацурой), 2009.